# Ред и мир
„Ред и мир” је југословенски кратки филм из 1990. године. Режирао га је Михаило Илић који је написао и сценарио.

## Улоге
| Глумац           | Улога |
| ---------------- | ----- |
| Љубомир Ћипранић |       |
| Петар Лупа       |       |
| Велимир Животић  |       |